# Hinter den Fenstern
Hinter den Fenstern ist ein Diplomfilm der Hochschule für Film und Fernsehen der DDR von Petra Tschörtner aus dem Jahr 1984.

## Handlung
Hinter den Fenstern befragt drei Ehepaare, Mitte bis Ende zwanzig, nach ihren Erfahrungen mit der ehelichen Partnerschaft. Sie leben im gleichen anonymen Potsdamer Neubaublock.

### Christel und Rüdiger
Christel erzählt zu Beginn der Episode, wie sie mit ihrem Mann zusammenkam: Am 16. August haben sie sich kennengelernt, am 9. September haben sie sich eine Schrankwand bestellt, am 9. September haben sie sich verlobt und am 3. März haben sie geheiratet. Die ersten Ehejahre waren furchtbar, weil sie beide den gleichen Charakter haben. Dann kam ihre Tochter Andrea zur Welt, ihr Mann fuhr auf Montage, und am Wochenende hatten sie dann keine Zeit mehr zum Zanken. Als Rüdiger dann einmal unter Alkohol die Hand gegen sie erhoben hatte, hat Christel die Scheidung eingereicht, die sie dann erst einmal mit einer Flasche Sekt begossen haben. 3 Monate waren sie getrennt und kamen dann wieder zusammen. Jetzt haben sie eine neue, schöne Wohnung, was das Zusammenleben etwas vereinfacht, und zwei Kinder.

### Birgit und Rüdiger
Birgit ist Lehrerin und Rüdiger studiert, weshalb er sich um das gemeinsame Kind kümmern kann. Während er mit seiner Tochter in der Badewanne liegt, spielt er mit ihr herum, ist aber zu keinen Antworten zu bewegen. Erst nachdem Birgit das Kind aus der Badewanne holt und dieses in ihr Zimmer bringt, steckt sich Rüdiger in der Badewanne eine Zigarette an und geht auf die Fragen ein. Nur auf das mehrmalige Nachfragen nach einer Beziehung außerhalb der Ehe oder auch den Bekanntschaften mit anderen Frauen, antwortet er ausweichend. Sein stark von sich eingenommenes Gebaren lässt aber darauf schließen, dass er nicht immer treu ist.

### Karin und Lutz
Karin hat studiert und Lutz ist Schlosser. Beide behaupten aber, dass dieser Bildungsunterschied sich nicht negativ auf ihre Ehe auswirkt. Nur als Karin auf ein eventuell geplantes weiterbildendes Studium im Ausland hinweist, nimmt Lutz eine total ablehnende Haltung ein. Das wird er auf keinen Fall zulassen, denn dadurch würde ihre Ehe zerstört werden. Dann würde er sie eher verlassen, aber trotzdem um die Ehe kämpfen. Aktuell ist das Thema aber zurzeit nicht, denn sie bereiten sich auf einen Umzug zu seinen Eltern an die Ostsee vor. Lutz fühlt sich in Potsdam unwohl und braucht das Landleben sowie die Ruhe, auch weil die Umgebung für das gemeinsame kranke Kind wohl angenehmer ist. Karin zieht mit ihm, auch wenn sie sich die Frage stellt, wie er reagieren würde, wenn sie vorgeschlagen hätte, zu ihren Eltern zu ziehen.

## Produktion und Veröffentlichung
Die erste nachweisbare Aufführung, des auf ORWO-Color gedrehten Films, fand am 28. Januar 1984 in der Akademie der Künste der DDR in Berlin statt.

## Kritik
„Der Film besticht durch die Ehrlichkeit der Selbstdarstellung der Menschen vor der Kamera.“

## Auszeichnungen
- 1984: 30. Westdeutsche Kurzfilmtage Oberhausen: Hauptpreis der internationalen Jury[3]
- 1984: 30. Westdeutsche Kurzfilmtage Oberhausen: Preis des Kinder- und Jugendfilmzentrums der BRD